# Stegocephalus ampulla
Stegocephalus ampulla är en kräftdjursart som först beskrevs av Phipps 1774.  Stegocephalus ampulla ingår i släktet Stegocephalus och familjen Stegocephalidae. Inga underarter finns listade i Catalogue of Life.